# 東漸院 (草加市)
東漸院（とうぜんいん）は、埼玉県草加市にある真言宗豊山派の寺院。正式名称は阿日山法袋院東漸院という。

## 歴史
創建年代は不明であるが、定範によって開山された。定範の存命年代も不明であるが、第2世住職の没年を「永禄」としていることから、室町時代後期に創建されたものと推測される。
1591年（天正19年）、関東地方の新領主となった徳川家康より寺領3石が与えられた。江戸時代中期頃から末寺6か寺を擁する寺院となっている。
元禄年間と寛政年間に2度火災に遭っており、本堂は1798年（寛政10年）に再建された。鐘楼と山門は火災を免れ、特に1782年（天明2年）に創建された山門は草加市指定文化財に指定されている。

## 文化財
- 東漸院山門（草加市指定文化財 昭和52年8月8日指定）[3]
- 万治二年板碑型六地蔵（草加市指定文化財 昭和56年1月31日指定）[4]

## 交通アクセス
- 越谷レイクタウン駅より徒歩24分。